# Кемп, Джордж, 1-й барон Рочдейл
Джордж Кемп, 1-й барон Рочдейл (англ. George Kemp, 1st Baron Rochdale; 9 июня 1866 — 24 марта 1945) — британский политик, военный и бизнесмен.

## Образование и деловая карьера
Родился 9 июня 1866 года в Бичвуде, Рочдейл, графство Ланкашир. Сын Джорджа Тоука Кемпа (1810—1877) и Эмили Лидии Келсалл (? — 1904). Он получил образование в школах Шрусбери и Милл-Хилл . Поступив в Баллиол-колледж, Оксфорд, в 1883 году, в возрасте 16 лет Кемп перевелся в Тринити-колледж, Кембридж, в 1884 году, где он получил степень бакалавра по классическому трипосу в 1888 году . В бизнесе Джордж Кемп занялся шерстяной промышленностью, в конечном итоге став председателем Kelsall & Kemp, производителя фланели.

## Политика
Джордж Кемп заседал в Палате общин Великобритании от Хейвуда (1895—1906), где представлял либеральных юнионистов, и Северо-Западного Манчестера (1910—1912), где представлял либералов. Он служил личным парламентским секретарем Уильяма Эллисона-Макартни, парламентского секретаря Адмиралтейства, до января 1900 года, когда он ушел в отставку, чтобы служить во время Второй англо-бурской войны .
В 1904 году Джордж Кемп вместе с Уинстоном Черчиллем входил в группу консервативных и либеральных юнионистов-фритредеров, которые перешли на сторону либералов в ответ на политику тарифной реформы Джозефа Чемберлена. В 1909 году он был посвящен в рыцари за свои военные заслуги. Он выступал против финансовой политики либерального канцлера казначейства Дэвида Ллойд Джорджа. Он также выступал против пропаганды Ллойд Джорджем отделения Уэльса от государства. Его давняя оппозиция ирландскому самоуправлению не ослабла, и он выступил против законопроекта либерального правительства о самоуправлении Ирландии. Поскольку он все еще чувствовал себя не в ногу с пропагандой тарифной реформы юнионистами, он решил уйти из Палаты общин. Он заявил, что «ненавидит политику» .
14 февраля 1913 года для него был создан титул барона Рочдейла из Рочдейла в графстве Ланкашир.

## Военная карьера
Джордж Кемп был капитаном Имперского Йоменского полка с июля 1891 года. В начале февраля 1900 года Кемп добровольно отправился на службу в Южную Африку во время Второй англо-бурской войны. Он был назначен капитаном Имперского Йоменского полка и командовал 23-й ротой (отрядом Йоменского полка Герцога Ланкастера), чтобы служить в составе 8-го батальона Имперского Йоменского полка. За свою службу он был упомянут в донесениях. Он снова отправился в Южную Африку в мае 1902 года в качестве временного подполковника, командующего 32-м батальоном Имперского Йоменского полка, включая пулеметную секцию, которую он помог собрать. Батальон прибыл вскоре после окончания войны по Феринихингскому договору 31 мая 1902 года и не видел никаких боевых действий .
Он оставил службу в Имперском йоменском полку и 12 октября 1902 года получил почетное звание подполковника армии.
Снова призванный на войну в 1914 году, лорд Рочдейл был подполковником, командовавшим 1-м/6-м батальоном Ланкаширских стрелков, входившим в состав 125-й (1/1-й Ланкаширской стрелковой) бригады, и временно был бригадным генералом 127- й (1/1-й Манчестерской) бригады 42-й (Восточно-Ланкаширской) дивизии во время битвы при Галлиполи в 1915 году.

## Семья
5 августа 1896 года Джордж Кемп на леди Беатрис Мэри Эгертон (5 ноября 1871 — 7 сентября 1966), третьей дочери Фрэнсиса Эгертона, 3-го графа Элсмира, и леди Кэтрин Луизы Фиппс. У супругов было трое детей:
- Достопочтенная Пейшенс Кемп (24 июня 1898 — 13 февраля 1935), 1-й муж с 1920 года бригадный генерал Кристиан Джордж Мод, от брака с которым у неё было двое детей. Супруги развелись в 1931 году. В том же году она вторично вышла замуж за сэра Виктора Бэзила Джона Сили, 4-го баронета, от брака с которым у неё была одна дочь.
- Достопочтенная Диана Хелен Кемп (19 июля 1904—1986), в 1928 году она вышла замуж за сэра Джона Денмана Барлоу, 2-го барона, от брака с которым у неё было четверо детей.
- Джон Дуривал Кемп, 1-й виконт Рочдейл (5 июня 1906 — 24 мая 1993), преемник отца.

Лорд Рочдейл умер в Лингольме около Кесвика, Камберленд, в 1945 году в возрасте 88 лет, и ему наследовал его сын Джон.